# Vincent Davy
Pour les articles homonymes, voir Davy.
Vincent Davy est un acteur canadien, né le 24 septembre 1940 à Enghien-les-Bains en France 
et mort le 16 janvier 2021 à Saint-Charles-Borromée, spécialisé dans le doublage québécois. Il prête en particulier sa voix à Michael Caine, Anthony Hopkins et Hugo Weaving.

## Biographie
Vincent Davy a passé son adolescence à Nice. Il joue dans des troupes de théâtre. À 25 ans, il s'installe à Paris et se retrouve à faire du doublage. Il y rencontre de grands spécialistes du doublage comme Roger Carel, Henry Djanik ou Gérard Hernandez. Il double Robert Wagner dans la série Opération vol et dirigea des plateaux de doublages.
Vincent Davy part ensuite pour le Québec où ses représentations théâtrales sont moins fréquentes, il se consacre davantage au doublage, à la traduction et à la réalisation.
Il vivait à Montréal.

## Filmographie
- 1986 : Le Tapis de Grand-Pré : ???
- 2012 : Laurence Anyways, un film de Xavier Dolan

## Doublage

### Cinéma

#### Longs métrages
- Michael Caine dans : 
  - Terrain miné (1994) : Michael Jennings
  - L'Œuvre de Dieu, la part du Diable (1999) : Dr Wilbur Larch
  - Miss Détective (2000) : Victor Melling
  - Austin Powers dans Goldmember (2002) : Nigel Powers
  - Un Américain bien tranquille (2002) : Thomas Fowler
  - Le Secret des frères McCann (2003) : Garth
  - Ma sorcière bien-aimée (2005) : Nigel Bigelow
  - Batman: Le commencement (2005) : Alfred Pennyworth
  - Monsieur météo (2005) : Robert Spritzel
  - Le Prestige (2006) : Harry Cutter
  - Les Fils de l'homme (2006) : Jasper Palmer
  - Le chevalier noir (2008) : Alfred Pennyworth
  - Origine (2010) : Professeur Miles
  - L'ascension du chevalier noir (2012) : Alfred Pennyworth
  - Voyage au centre de la Terre 2 : L'Île mystérieuse (2012) : Alexander Anderson
  - Insaisissables (2013) : Arthur Tressler, le mécène des Quatre Cavaliers
  - Kingsman : Services secrets (2015) : Arthur / Chester King

- Anthony Hopkins dans : 
  - Alexandre (2004) : Ptolémée
  - La Faille (2007) : Ted Crawford
  - Thor (2011) : Odin
  - Thor : Un monde obscur (2013) : Odin
  - Red 2 (2013) : Edward Bailey
  - Noé (2014) : Mathusalem

- Ben Kingsley dans : 
  - Slevin (2006) : Schlomo
  - Hugo Cabret (2011) : Georges Méliès
  - Iron Man 3 (2013) : Le Mandarin
  - La Stratégie Ender (2013) : Mazer Rackham
  - Exodus: Gods and Kings (2014) : Noun

- Jack Nicholson dans : 
  - Les sorcières d'Eastwick (1987) : Daryl Van Horne
  - Batman (1989) : Jack Napier/Le Joker
  - Loup (1994) : Will Randall
  - Mars Attacks! (1996) : Le président américain James Dale / Art Land, l'entrepreneur « ambitieux »

- Hugo Weaving dans :
  - Transformers (2007) : Mégatron
  - Transformers 2 (2009) : Mégatron
  - Transformers 3 (2011) : Mégatron
  - Cloud Atlas (2012) : Haskell Moore / Tadeusz Kesselring / Bill Smoke / Gouvernante Noakes / Boardman Mephi / Georgie l'Ancien

- James Gammon dans :
  - Heros sans patrie (1999) : Gen. Zachary Taylor
  - Retour a Cold Mountain (2003) : Esco Swanger
  - Silver City: La montagne electorale (2004) : Sherif Joe Skaggs

- Tom Selleck dans :
  - Trois Hommes et un bébé (1987) : Peter Mitchell
  - Tels pères, telle fille (1990) : Peter Mitchell
  - Tuer pour aimer (2010) : M. Kornfeldt

- Robin Williams dans :
  - La Société des poètes disparus (1989) : John Keating
  - Jumanji (1995) : Alan Parrish
  - Le destin de Will Hunting (1997) : Sean Maguire

- Marlon Brando dans :
  - Don Juan DeMarco (1995) : Docteur Jack Mickler
  - L'île du Docteur Moreau (1996) : Docteur Moreau
  - Le Grand coup (2001) : Max

- Tom Wilkinson dans : 
  - In the Bedroom (2001) : Matt Fowler
  - Du Soleil plein la tête (2004) : Dr Howard Mierzwiak
  - RocknRolla (2008) : Lenny Cole

- John Hurt dans : 
  - Hellboy (2004) : Trevor 'Broom' Bruttenholm
  - V pour Vendetta (2006) : Haut Chancelier Adam Sutler
  - Hellboy 2 (2008) : Trevor 'Broom' Bruttenholm

- Christopher Plummer : 
  - Le Nouveau Monde (2005) : Capitaine Christopher Newport
  - Inside Man : L'Homme de l'intérieur (2006) : Arthur Case
  - Millénium : Les Hommes qui n'aimaient pas les femmes (2011) : Henrik Venger

- Dick Van Dyke : 
  - Une Nuit au musée (2006) : Cecil "C.J." Fredericks
  - Une Nuit au musée : Le Secret du Tombeau (2014) : Cecil "C.J." Fredericks
  - Alexandre et sa journée épouvantablement terrible, horrible et affreuse (2014) : Lui-même

- Donald Sutherland dans : 
  - Hunger Games (2012) : Le Président Coriolanus Snow
  - Hunger Games : L'Embrasement (2013) : Le Président Coriolanus Snow
  - Hunger Games : La Révolte, partie 1 (2014) : Le Président Coriolanus Snow

- Bill Kurtis dans :
  - Présentateur vedette : La Légende de Ron Burgundy (2004) : Bill Lawson
  - Légendes vivantes (2013) : Bill Lawson

- Alex Rocco dans :
  - Coupable ou Noun? (2006) : Nick Calabrese
  - Coup Fumant (2006) : Serna

- 1967 : Le Retour de Kriminal : Kriminal (Glenn Saxson)
- 1987 : L'Arme fatale : Michael Hunsaker (Tom Atkins)
- 1988 : Beetlejuice : Bételgeuse (Michael Keaton)
- 1990 : Présumé innocent : Raymond Horgan (Brian Dennehy)
- 1995 : Batman à jamais : Double-Face/Harvey Dent (Tommy Lee Jones)
- 1996 : Une folle équipée : M. Hammerman (Rod Steiger)
- 1997 : Titanic : Bruce Ismay (Jonathan Hyde)
- 1998 : Casper et Wendy : Desmond Spellman (George Hamilton)
- 2003 : Hollywood Homicide : Jerry Duran (Martin Landau)
- 2004 : Aviator : Professeur Fitz (Ian Holm)
- 2004 : La Mort dans la peau : Abbot (Brian Cox)
- 2004 : N'oublie jamais : Duke (James Garner)
- 2005 : The Constant Gardener : Sir Kenneth « Kenny » Curtiss (Gerard McSorley)
- 2005 : Lord of War : Dmitri (Evguéni Lazarev)
- 2007 : La Nuit nous appartient :  Marat Buzhayev (Moni Moshonov)
- 2008 : Appaloosa : Phil Olson (Timothy Spall)
- 2010 : Le Discours d'un roi : Roi George V (Michael Gambon)
- 2012 : Red Tails : (Gerald McRaney)
- 2012 : Ted : Le narrateur (Patrick Stewart)
- 2012 : Argo : Turner (Philip Baker Hall)

#### Longs métrages d'animation
- 1989 : La Petite Sirène : Ecoutille (Buddy Hackett)
- 1993 : Batman: Le Masque du Phantasme : Le fantôme masqué / Carl Beaumont
- 1997 : Hercule : Narrateur (Charlton Heston)
- 1999 : Winnie l'ourson : Les saisons du cœur : Narrateur (Laurie Main)
- 2000 : Le Film de Tigrou : Narrateur (John Hurt)
- 2000 : La Petite Sirène 2 : Retour a la Mer : Ecoutille (Buddy Hackett)
- 2001 : Monstres Inc. : Henry J. Waternoose (James Coburn)
- 2001 : Atlantis l'empire perdu : Commandant Rourke (James Garner)
- 2002 : Lilo et Stitch : Jumba (David Ogden Stiers)
- 2002 : La Planète au trésor : John Silver (Brian Murray)
- 2003 : Mon frère l'ours : Narrateur (Anagayuqaq Oscar Kawagley)
- 2005 : Lilo & Stitch 2 : Stitch fati clic : Jumba (David Ogden Stiers)
- 2006 : Cars : Doc Hudson (Paul Newman)
- 2006 : Les Petits Pieds du bonheur : Le Phoque
- 2007 : Bienvenue chez les Robinson : Grand-Pere Bud (Stephen J. Anderson)
- 2008 : Kung Fu Panda : Oogway (Randall Duk Kim)
- 2008 : Le Conte de Despereaux : Maire (Frank Langella)
- 2009 : Fantastique Maître Renard : Franklin Bean (Michael Gambon)
- 2009 : Un conte de Noël : M. Fezziwig/Joe (Bob Hoskins)
- 2010 : Toy Story 3 : Rictus (Bud Luckey)
- 2011 : Winnie l’ourson : Narrateur (John Cleese)
- 2011 : Les Schtroumpfs : Grand Schtroumpf (Jonathan Winters)
- 2011 : Mission : Noël : Pere Noel (Jim Broadbent)
- 2013 : Les Schtroumpfs 2 : Grand Schtroumpf (Jonathan Winters)
- 2014 : Le Film Lego : Gandalf (Todd Hansen)
- 2016 : Kung Fu Panda 3 : Oogway (Randall Duk Kim)
- 2019 : Le Film Lego 2 : Gandalf (Todd Hansen)

### Télévision
- Opération vol : Alexander Mundy
- Département S : Stewart Sullivan
- Cosmos 1999 : Commandant John Koenig
- Au-delà du réel : L'aventure continue : Narrateur saison 1 à 3
- Ultraman (1966) : Narrateur
- Daniel Boone (saison 6) : Gabe Cooper ( acteur : Roosevelt Grier)

### Jeux vidéo
- 2011 : Assassin's Creed: Revelations : Jupiter
- 2014 : Assassin's Creed Unity : Chrétien Lafrenière